# 大間埼灯台
大間埼灯台（おおまさきとうだい）は、本州最北端に当たる下北半島大間崎の沖合にある弁天島に位置し、白と黒のツートンカラーに塗り分けられている中型灯台で、「日本の灯台50選」にも選ばれている。周辺は、下北半島国定公園に指定され、大間崎から灯台と津軽海峡の向こうに、北海道を見渡せる。

## 歴史
- 1920年（大正9年）9月：着工
- 1921年（大正10年）11月1日：初点灯、霧笛設置[1]
- 1922年（大正11年）11月11日：霧笛変更[2]
- 1932年（昭和7年）12月15日：無線方位信号所業務開始（無線標識・無線羅針）[3]
- 1945年（昭和20年）：第二次世界大戦末期に幾度も空襲されて大破
- 1948年（昭和23年）3月12日：本灯復旧[4]
- 1949年（昭和24年）6月15日：船舶気象通報放送開始、偶数時の12分から14分まで[5]
- 1952年（昭和27年）3月4日：十勝沖地震で壊滅的な被害を受ける
- 1953年（昭和28年）7月：再構築された二代目が完成
- 1989年（平成元年）4月17日：無線方位信号所（レーダービーコン）を導入
- 1991年（平成3年）4月1日：無人化
- 2008年（平成20年）3月31日：無線方位信号所廃止[6][7]
- 2009年（平成21年）3月：霧信号所廃止[8][9]

## 付属施設
- 無線方位信号所 - レーダービーコン（現：廃止）
- 霧信号所 - ダイヤフラムホーン：毎50秒に1回吹鳴（現：廃止）
- ゲンペイ礁灯標

## 周辺情報
- 大間崎
- 大間原子力発電所
- 大間温泉
- 津軽海峡